# HD 20367
Désignations
HD 20367 est une étoile de la constellation du Bélier, située près de la limite avec la constellation de Persée. Située à ∼ 85 a.l. (∼ 26,1 pc) de la Terre, sa magnitude visuelle apparente est de 6,40. Il s'agit d'une étoile jaune-blanc de la séquence principale de type spectral F8V. Son âge est estimé à 3,9 milliards d'années, mais n'est certainement ni inférieur à 1,7 milliard d'années ni supérieur à 5,9 milliards d'années. L'abondance de fer de HD 20367 correspond à une métallicité de +0,1 (125,9 % du Soleil). Elle se déplace à travers la Galaxie à une vitesse de 16,2 km/s par rapport au Soleil. Son orbite galactique est vraisemblablement comprise entre 23 900  et   37 900 années-lumière du centre de la Galaxie. À ce jour (décembre 2012), une seule planète, découverte en 2002, est connue en orbite autour de l'étoile.

## Système planétaire
Au moins une exoplanète, découverte en 2002, orbite autour de HD 20367.
| Planète    | Masse                | Demi-grand axe (ua) | Période orbitale (jours) | Excentricité | Inclinaison | Rayon     |
| ---------- | -------------------- | ------------------- | ------------------------ | ------------ | ----------- | --------- |
| HD 20367 b | 1,07 MJ 340,142 3 M🜨 | 1,25                | 500                      | 0,23         |             | ? RJ ? R🜨 |